# Tatjana Mittermayer
Tatjana Mittermayer (* 26. Juli 1964 in Rosenheim) ist eine ehemalige deutsche Skisportlerin.

## Werdegang
Tatjana Mittermayer war im Freestyle-Skisport auf die Buckelpiste spezialisiert. 1999 trat sie vom aktiven Skisport zurück. Sie ist verheiratet, hat zwei Kinder, Natalja (* 1998) und Anastasia (* 2005), und arbeitet als Reiseveranstalterin mit eigener Skischule in Partnerschaft mit Enno Thomas, der bis 2013 Bundestrainer für Buckelpiste im Bereich Freestyle des DSVs war.
Zwölf Deutsche Meistertitel und mehrfache Weltcup-Platzierungen finden sich in ihrer Erfolgsliste. Sie gewann den Weltmeistertitel 1988, dazu kommen der Vizeweltmeistertitel 1991 und drei WM-Bronzemedaillen (1989, 1995 und 1997). An Olympischen Winterspielen nahm sie dreimal teil. In Albertville 1992 wurde sie Vierte, in Lillehammer 1994 belegte sie den sechsten Platz. In Nagano 1998 gewann sie die Silbermedaille. Für diesen Erfolg wurde sie – wie alle deutschen Medaillengewinner bei den Olympischen Winterspielen 1998 – mit dem Silbernen Lorbeerblatt ausgezeichnet.